# Нечестивый союз (геополитика)
Нечестивый союз — это неестественный, необычный или нежелательный альянс, иногда между антагонистичными сторонами. Термин использовался в 1855 году для западноевропейских союзов с Османской империей против интересов России, Греции и Балкан.

## Использование термина
В 1912 году американский политик Теодор Рузвельт вёл кампанию против «невидимого правительства», «нечестивого союза между коррумпированным бизнесом и коррумпированными политиками».
В контексте Второй мировой войны выражение употребляется для характеристики Пакта Молотова — Риббентропа.
Республика Биафра, существовавшая непродолжительное время, ссылалась на союз Нигерии и Великобритании с СССР как на нечестивый.
Выражение часто употребляется африканскими националистами для описания преимущественно белых правительств Южной Африки 1961-1980 гг., Родезии и португальских колоний.В резолюции ООН 3151 G (XXVIII) от 14 декабря 1973 года Генеральная Ассамблея ООН осудила нечестивый союз между режимом южноафриканского апартеида и сионизмом.